# Porceláncsigák
A porceláncsigák (Cypraeidae) a puhatestűek (Mollusca) törzsének a csigák (Gastropoda) osztályába tartozó mélytengeri állatcsalád. A családot kaurikagylóknak is szokták nevezni, meglehetősen közismert képviselőjük, a kaurikagyló (Naria ocellata) faj alapján. Azonban a családot inkább nevezzük  porceláncsigáknak, hiszen a kaurikagyló (valójában csigák, nem kagylók) csak egy csigafaj elnevezését jelenti.

## Leírás
A porceláncsigák név valóban jól jellemzi e szép, 1–10 cm nagyságú csigákat. Általában az utolsó kanyarulat beborítja a többit. Gyakran az előbb készült kanyarulatok le is bontódnak. A héj nyílása keskeny, mindkét ajak fogazott. Ezek a fogacskák védelmet biztosítanak a csigának a ragadozók elől. A csigák héja olyan sima és fényes mint a porcelán, ezek általában szép mintázatúak, ezért a csigagyűjtők népes tábora körében nagyon közkedveltek. Az élő állat házából alig látunk valamit, ugyanis a köpeny szinte teljesen beborítja.

## Elterjedés
A trópusi és szubtrópusi mélytengeri területek lakói. Sekély vagy viszonylag mély vizekben keresnek élőhelyet. Többségük a korallok övezetében él.

## Életmód
A porceláncsigák életmódját kevés szóval jellemezhetjük. Általában moszatokkal, szivacsokkal, csalánozókkal, és az alkalomadtán bekebelezhető kisebb ízeltlábúakkal és puhatestűekkel táplálkoznak.

## Szaporodás
Petéit többnyire ott rakja le, ahol apály idején sem kerül szárazra a part. Egy-egy petecsomó 150-300, ritkább esetben 500-600 petét tartalmaz. Egy nőstény egy év alatt 100000 petét is rakhat. A nőstény általában addig őrzi őket, amíg ki nem kelnek. A fiatal állatok héja kezdetben a megszokott csigahéjra hasonlít, és csak az utolsó járat felépülésével borítódnak be az addig képződött kanyarulatok.

## A kultúrában

### Fizetőeszköz
A porceláncsigáknak nagy kultúrtörténeti jelentőségük van. A múltban különböző célokra használták, és bizonyos mértékig még ma is használják. Számos fajukat fizetési eszközként használták, a pénz helyettesítésére. Így például a Pénzkauri (Monetaria moneta) Kínában i. e.1500-tól 200-ig fizetési eszköz volt. E csigapénz Tibetben a 12. században, Jünnan számos részén pedig még a 19. században is forgalomban volt. Bengáliában és Thaiföldön a Gyűrűskauri (Monetaria annulus) nevű faj a 19. században még a pénz szerepét töltötte be. Mindkét említett faj meglehetősen kicsiny méretű, mintegy 1,5-2 cm nagyságú. A kaurikagylók nyugat felé is eljutottak, főként a közel-keleti országokba és Afrikába. Először az arabok, de később az európai kereskedő és hajósnépek is terjesztették. A kagylópénzt azokban az országokban terjesztették el, amelyekkel kereskedelmi kapcsolatban álltak. A csigapénz általánosan elfogadott lett az akkori gyarmati országokban, és így a kereskedők megszabadulhattak a cserekereskedelemmel való bonyodalmaktól. E fizetési eszköz a 12. és a 19. század között élte az aranykorát. Külön hajók hozták a porceláncsigákat Ázsiából Afrikába, és a kereskedők nagy nyereségre tettek szert. Napjainkban teljesen eltűnt, és csak az elzártan élő törzsek körében van még némi szerepe.

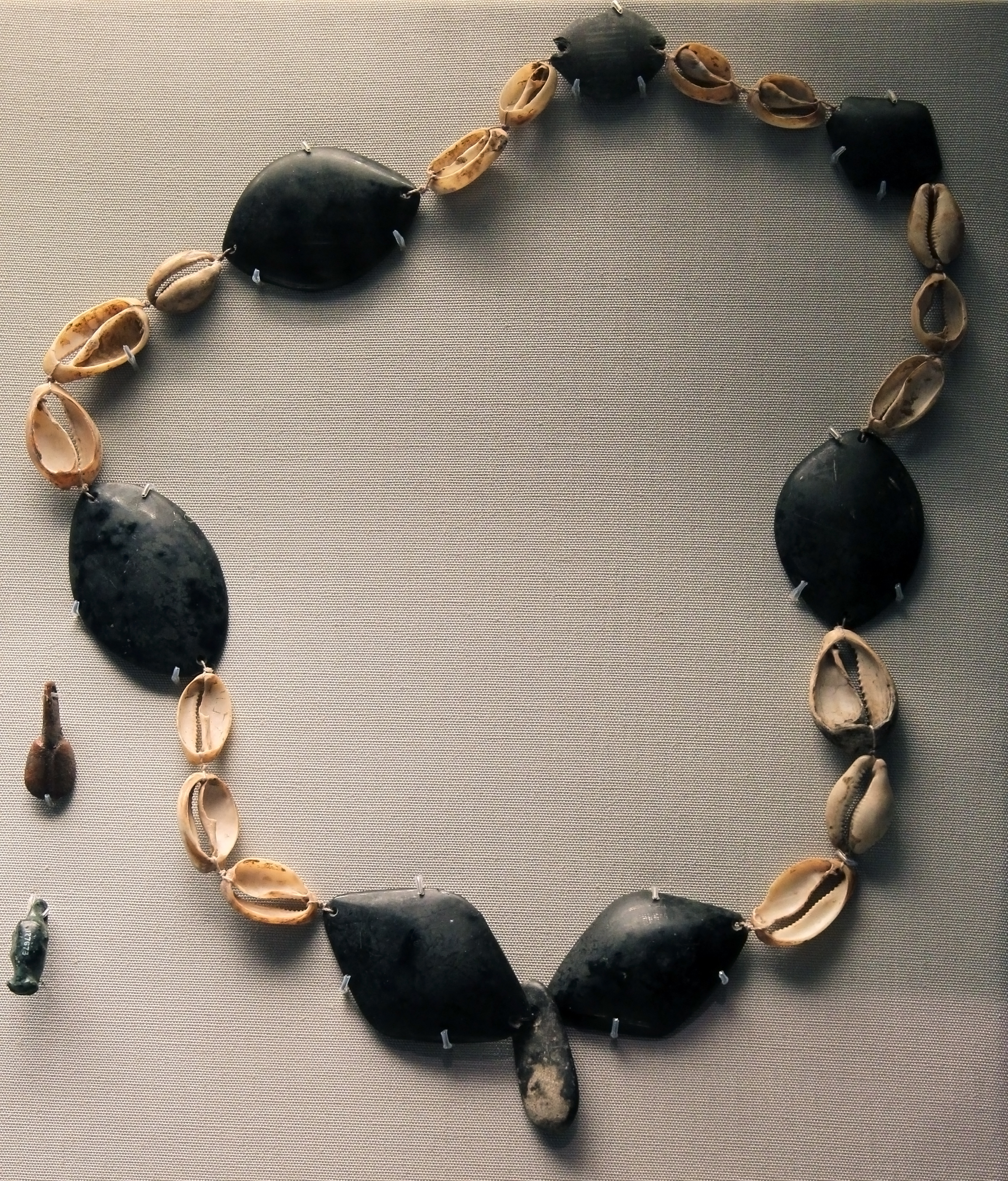
Porceláncsigákból készült nyaklánc

### Ékszer, dísz
A porceláncsigákat még azokon a területeken is szívesen vásárolták, ahol nem használtak pénzként. Ott a szép kagylókat ékszerként viselték vagy jelképként alkalmazták. Átfúrva, esetleg meg is csiszolva felfűzték, és fejdíszként használták vagy lószerszámokon helyezték el. Nemcsak az indopacifikus területen és Afrikában használták ilyen célokra, hanem a földközi-tengeri népek is. Helyenként még Közép-Európában is megtaláljuk használatának nyomát. A földközi-tengeri népek körében különös szerepe volt a Tigriskauri (Cypraea pantherina), amelyet a szerelem istenasszonyának szenteltnek tartottak. Dél-Olaszországban még ma is találunk porceláncsigákból készült láncokat, amiket a terméketelenség és a nemi betegségek ellen védekezve amulettként viseltek. Afrikában más porceláncsigáknak hasonló értelmű jelentősége van. Tongán és a Fidzsi-szigeteken az Aranykauri (Callistocypraea aurantium) törzsfőnöki jelvény, amelyet felfűzve a nyakukon, illetve a fülükön függőként viselnek, és e díszt nemzedékekről nemzedékekre öröklik. A porceláncsigákkal különböző szerszámokat, hangszereket és fejfedőket is díszítettek. Európában is divatban voltak, főként a hátaslovak szerszámait díszítették velük.

### Egyéb felhasználás
A porceláncsigákat szerencsejátékokban is alkalmazták, és szerszámként is használták különböző feladatok elvégzésére. Így például az ókori egyiptomiak papiruszt simítottak vele, a Közel-Kelet egyes országaiban pedig a ruhaneműk „vasalására” használták. A déltengeri országokban megcsiszolva megcsiszolva kókuszdió-kaparónak, tintahal-halászat alkalmával csaléteknek, egyes példányokat pedig horogként alkalmaztak. Mikronézia őslakói tengeri térképeiket pálcikákból és porceláncsigák héjaiból  állították össze. A pálcikák jelentették az áramlatokat és a korallzátonyokat, a különböző nagyságú csigahéjak pedig az egyes szigeteknek feleltek meg.

## Rendszerezés
Alább a porceláncsigák rendszertani rendszerezése látható:
- Cypraeinae alcsalád Rafinesque, 1815
  - Cypraea Linnaeus, 1758
  - † Cypraeorbis Timothy Abbott Conrad, 1865
  - Muracypraea Woodring, 1957
  - † Siphocypraea Heilprin, 1887
- Erosariinae alcsalád Schilder, 1924
  - Cryptocypraea Meyer, 2003
  - Ipsa Jousseaume, 1884
  - Monetaria Troschel, 1863
  - Naria Gray, 1837
  - Nesiocypraea Azuma és Kurohara, 1967
  - Nucleolaria Oyama, 1959
  - † Palaeocypraea Schilder, 1928
  - Perisserosa Iredale, 1930
  - † Praerosaria Dolin és Lozouet, 2004
  - Propustularia Schilder, 1927
  - Staphylaea Jousseaume, 1884
  - † Subepona Dolin & Lozouet, 2004
- Erroneinae alcsalád Schilder, 1927
  - Bistolida Cossmann, 1920
  - Erronea Troschel, 1863
- † Gisortiinae alcsalád Schilder, 1927
  - † Afrocypraea Schilder, 1932
  - † Archicypraea Schilder, 1926
  - † Bernaya Jousseaume, 1884
  - † Garviea Dolin & Dockery, 2018
  - † Gisortia Jousseaume, 1884
  - † Mandolina Jousseaume, 1884
  - † Protocypraea Schilder, 1927
  - † Semicypraea Schilder, 1927
  - † Vicetia Fabiani 1905
- Luriinae alcsalád Schilder, 1932
- Austrocypraeini törzs Iredale, 1935
  - Annepona Iredale, 1935
  - Arestorides Iredale 1930
  - Austrocypraea Cossmann, 1903
  - Callistocypraea Schilder, 1927
  - Chelycypraea Schilder, 1927
  - Lyncina Troschel, 1863
  - Raybaudia Lorenz, 2017
  - Trona Jousseaume, 1884
- Luriini törzs Schilder, 1932
  - † Fossacypraea Schilder, 1939
  - † Jousseaumia Sacco, 1894
  - Luria Jousseaume, 1884
  - Talparia Troschel, 1863
- Pustulariinae alcsalád Gill, 1871
  - Cypraeovula Gray, 1824
  - Pustularia Swainson, 1840
- Umbiliinae alcsalád Schilder, 1932
  - † Gigantocypraea Schilder, 1927
  - Umbilia Jousseaume, 1884
- Zonariinae alcsalád F. A. Schilder, 1932
  - Pseudozonariini törzs Lopez Soriano, 2006
    - Neobernaya Schilder 1927
    - Pseudozonaria Schilder, 1929
    - Plaziatia Dolin és Lozouet, 2004

  - Zonariini törzs Schilder, 1932
    - † Proadusta Sacco, 1894
    - † Prozonarina Schilder, 1941
    - Schilderina Dolin és Aguerre, 2020
    - Zonaria Jousseaume, 1884
    - † Zonarina Sacco, 1894
      - Schilderia Tomlin, 1930
- Nincs alcsaládhoz besorolva
  - Austrasiatica Lorenz, 1989
  - Barycypraea Schilder, 1927
  - Blasicrura Iredale, 1930
  - Contradusta Meyer, 2003
  - Cribrarula Strand, 1929
  - Eclogavena Iredale, 1930
  - Ficadusta Habe és Kosuge 1966
  - Leporicypraea Iredale, 1930
  - Macrocypraea Schilder, 1930
  - Mauritia Troschel, 1863
  - Melicerona Iredale, 1930
  - † Miolyncina
  - Notadusta Schilder, 1935
  - Notocypraea Schilder, 1927
  - Ovatipsa Iredale, 1931
  - Palmadusta Iredale, 1930
  - Palmulacypraea Meyer, 2003
  - Paradusta Lorenz, 2017
  - † Proadusta Sacco 1894
  - Purpuradusta Schilder, 1939
  - Ransoniella Dolin és Lozouet, 2005
  - Talostolida Iredale, 1931
  - Zoila Jousseaume, 1884

## Képtár

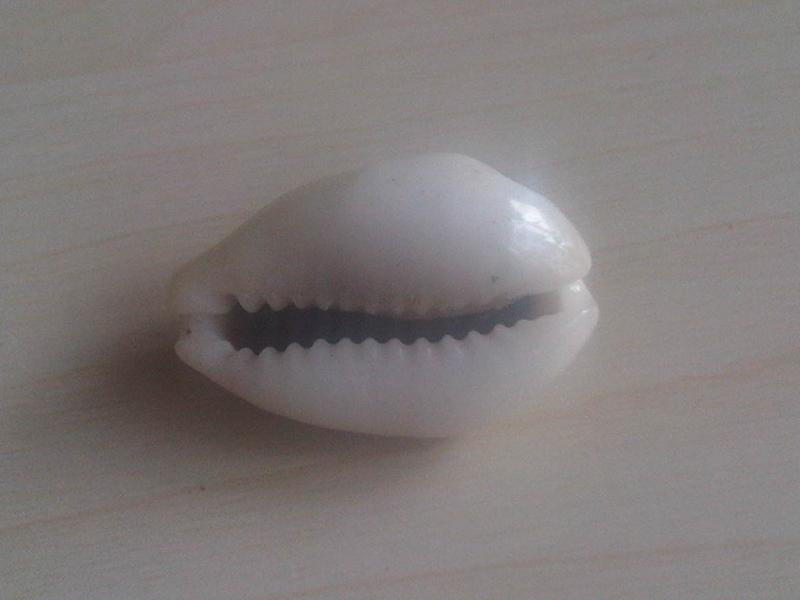
Pénzkauri (Monetaria moneta)
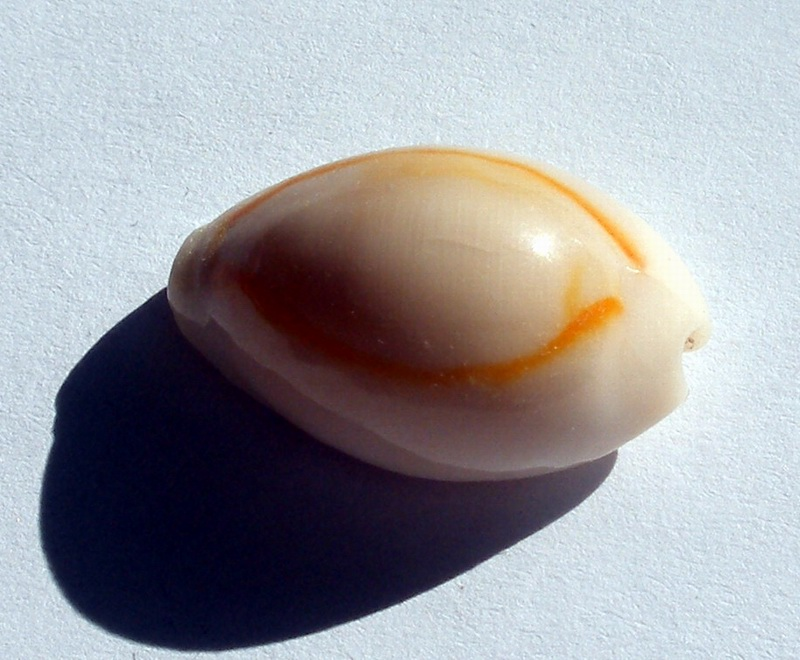
Gyűrűskauri (Monetaria annulus)
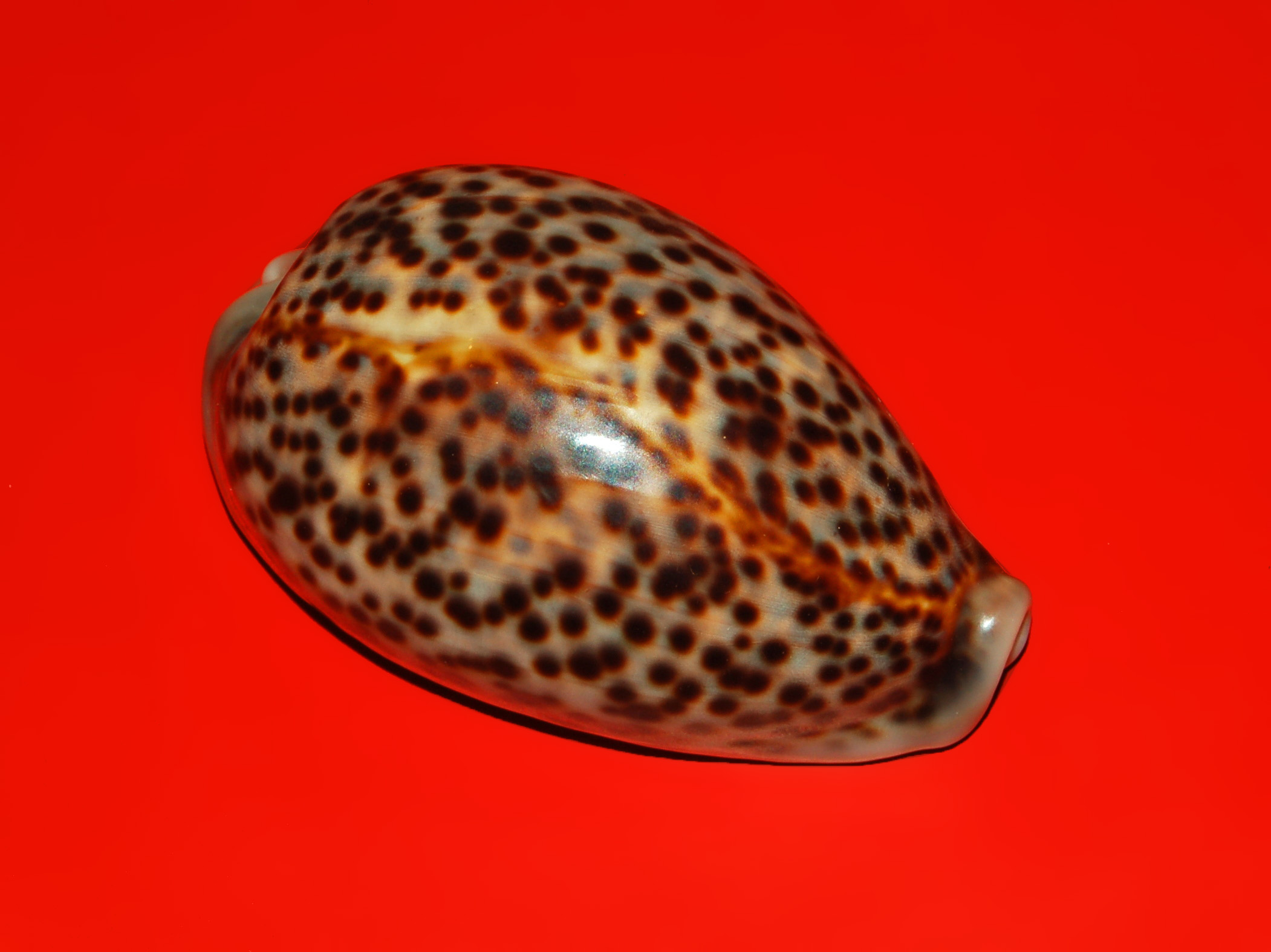
Tigriskauri (Cypraea pantherina)
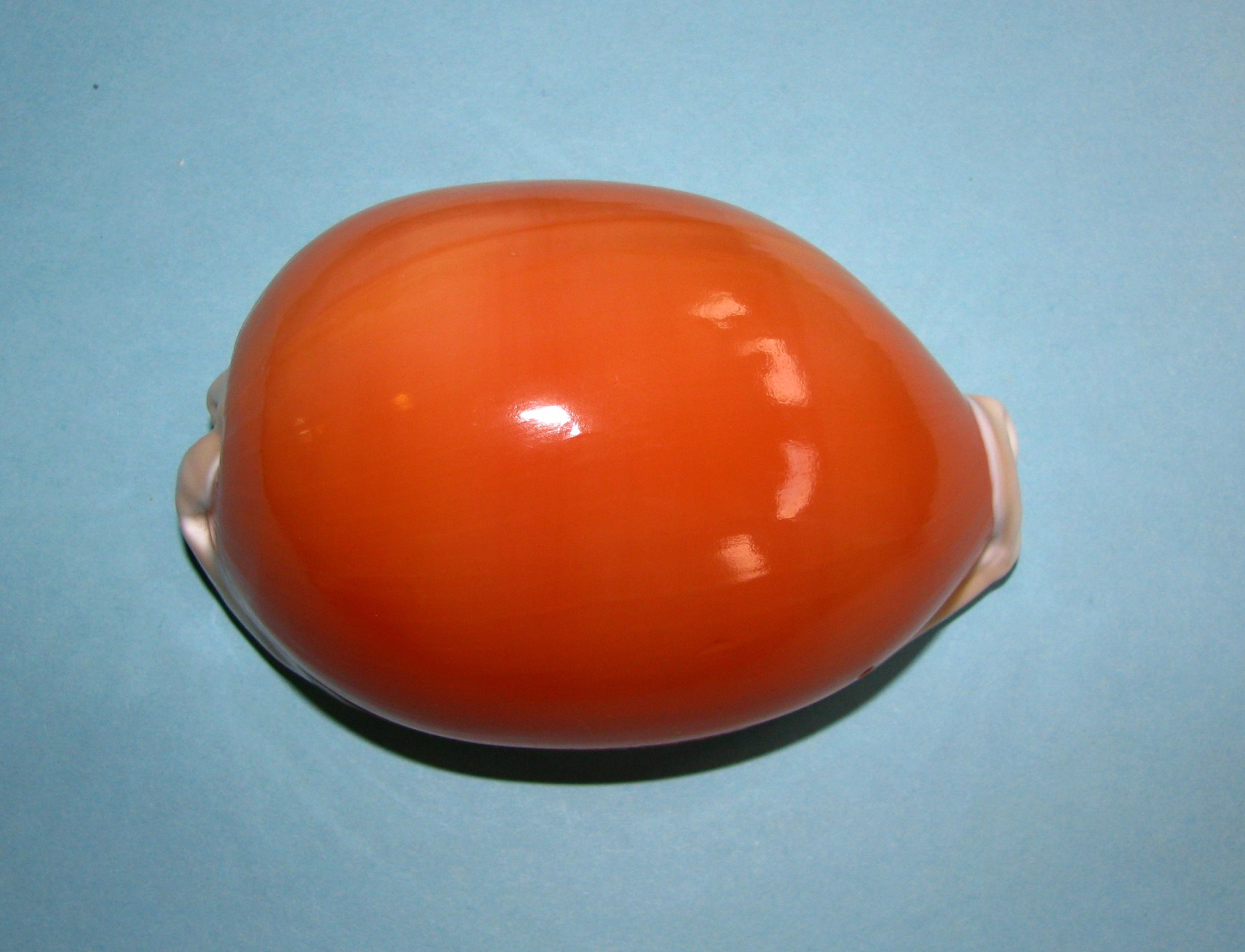
Aranykauri (Callistocypraea aurantium)
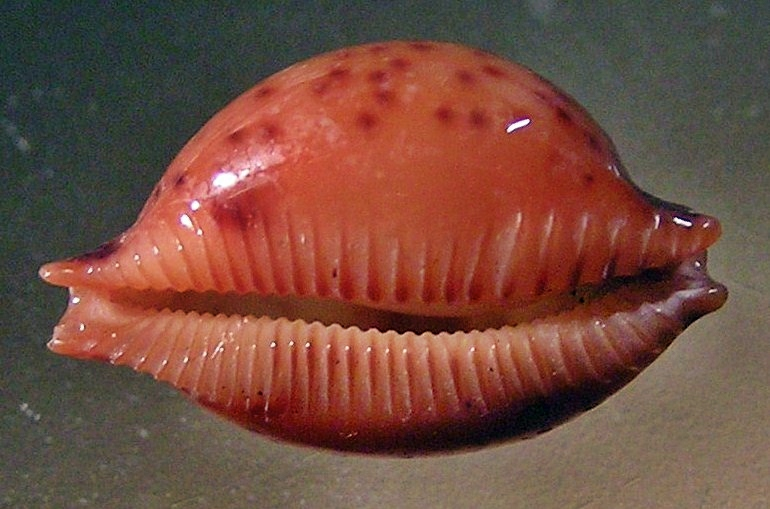
Pustularia globulus globulus
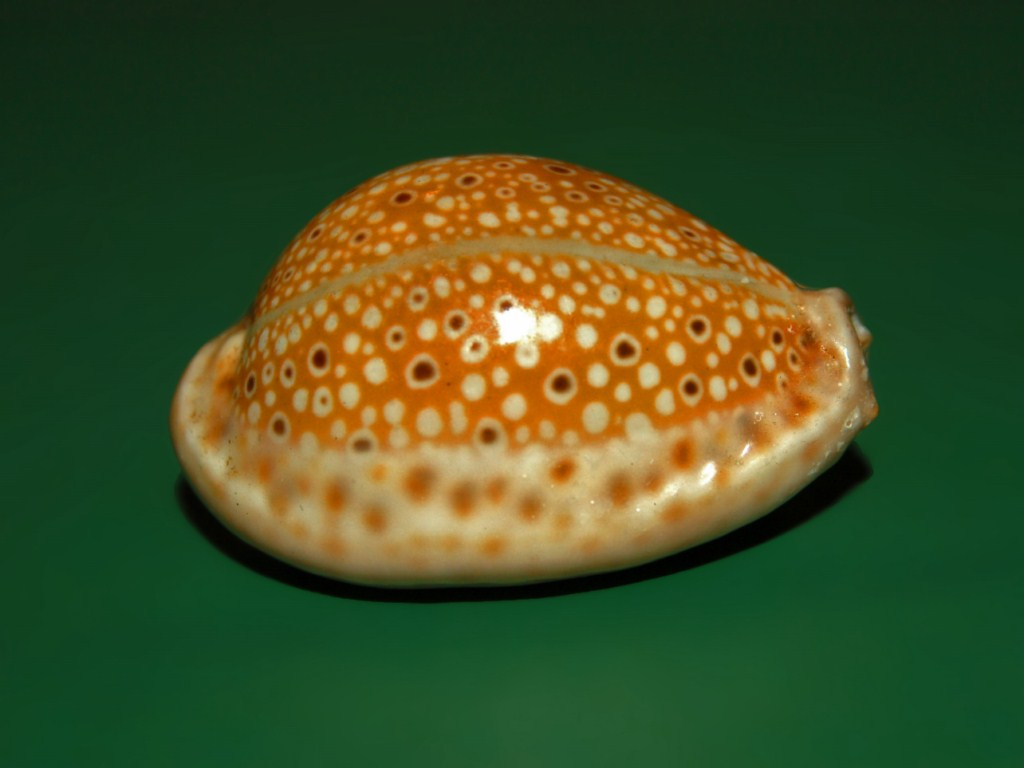
Szemeskauri (Naria ocellata)